# Leutzdorf

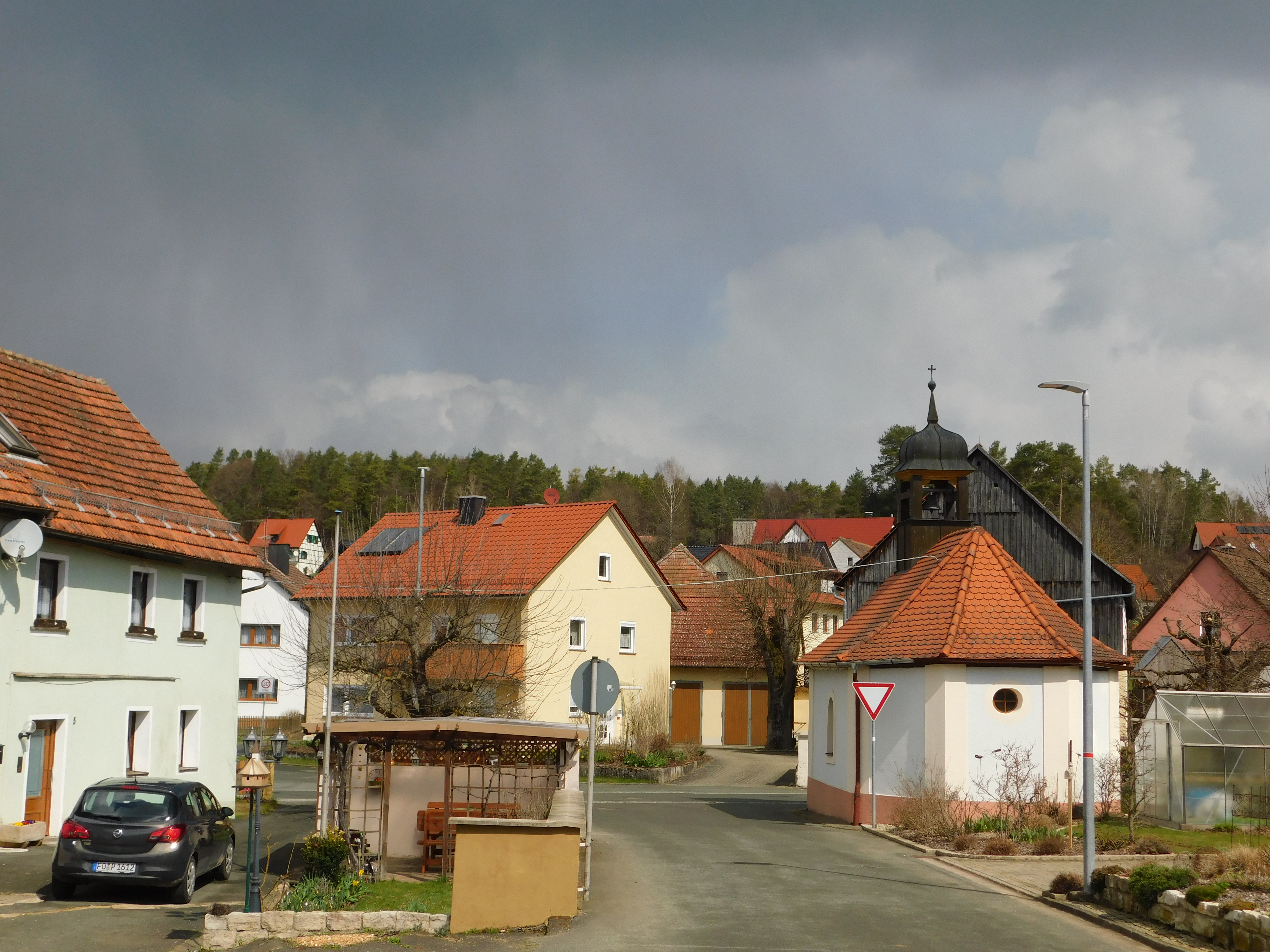
Ortsbild des Dorfes

Leutzdorf ist ein Gemeindeteil des Marktes Gößweinstein im Landkreis Forchheim (Oberfranken, Bayern).

## Geografie
Leutzdorf liegt im Herzen der Fränkischen Schweiz, inmitten des Städtedreiecks Bamberg, Bayreuth und Nürnberg. Das Dorf liegt drei Kilometer westlich vom Ortszentrum von Gößweinstein. Höchste Erhebung ist der Kulm mit 516 m ü. NHN. Der tiefste Punkt liegt im Ortszentrum mit 437 m ü. NHN.

## Geschichte
Im Zuge der Gebietsreform wurde die Gemeinde Leutzdorf (bestehend aus den Gemeindeteilen Etzdorf, Hartenreuth, Türkelstein und Sachsenmühle) am 1. Januar 1974 aufgelöst und in den Markt Gößweinstein eingegliedert.

## Tourismus und Fremdenverkehr
Leutzdorf bietet neben einem gutbürgerlichen Speiselokal private Pensionen und Ferienwohnungen mit ca. 50 Betten. Leutzdorf ist in ein Wanderwegnetz integriert und bietet auch für Mountainbiker und Kletterer ein Domizil. Die Golfplätze Kanndorf und Pottenstein sind in fünf bis zehn Minuten mit dem Auto erreichbar.

## Baudenkmäler und Sehenswürdigkeiten

### Baudenkmäler
In und um Leutzdorf gibt es insgesamt fünf Baudenkmäler: Innerhalb des Dorfes sind dies eine Kapelle, ein Bildstock, ein Kruzifix und eine Fachwerkremise. Einen halben Kilometer westlich des Dorfes steht ein weiterer Bildstock.

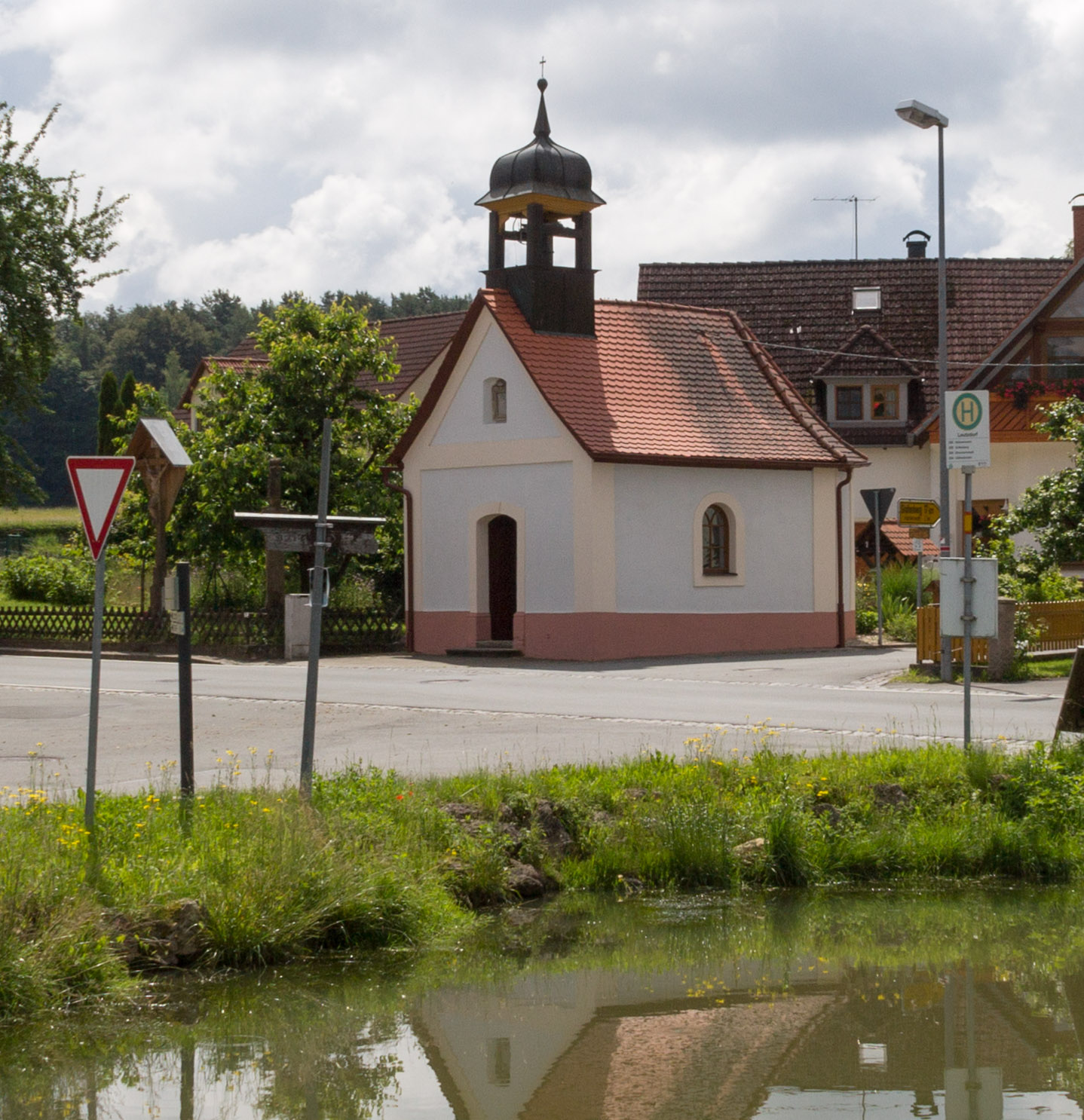
Kapelle nahe der Dorfmitte
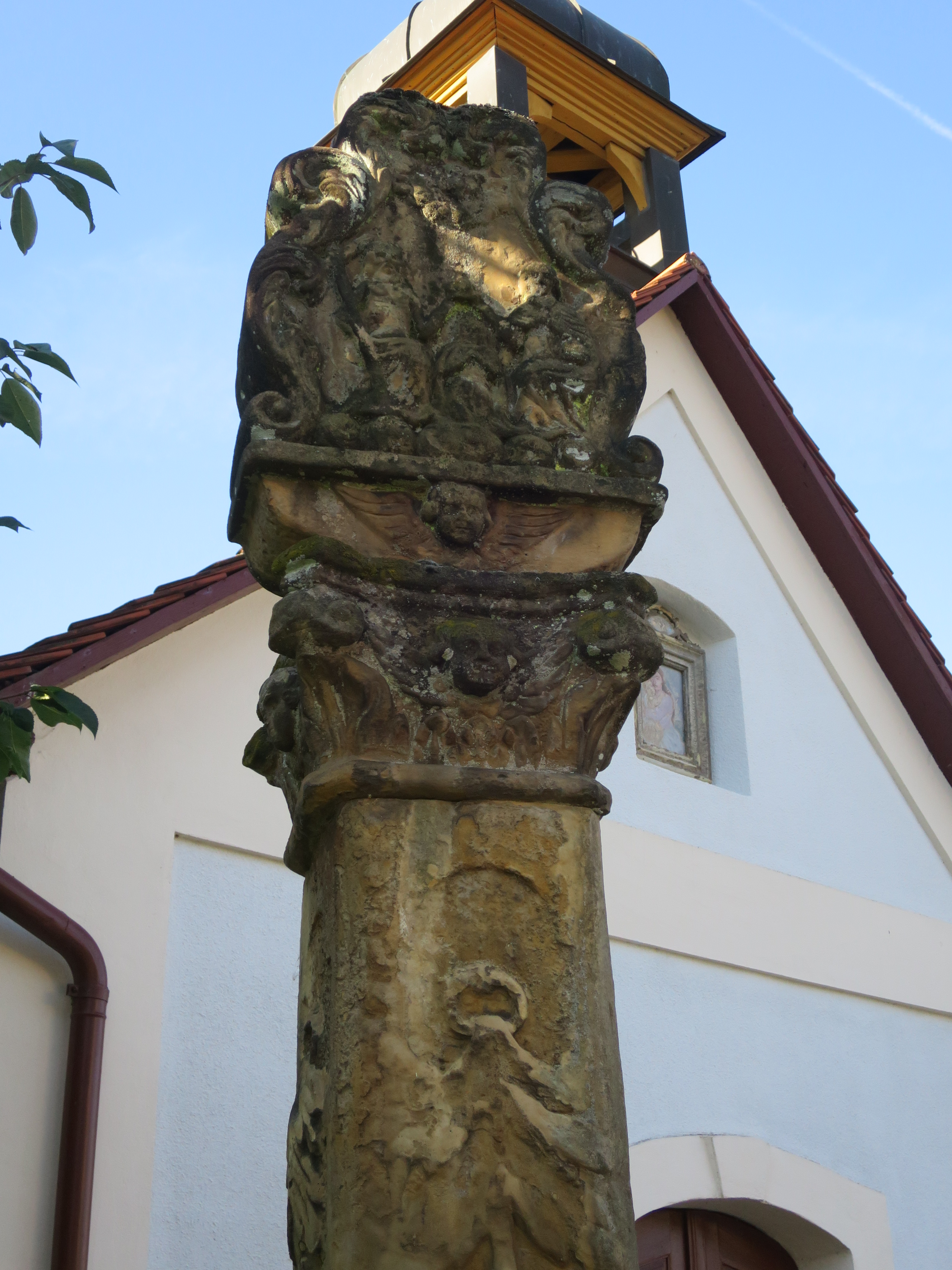
Bildstock im Dorf
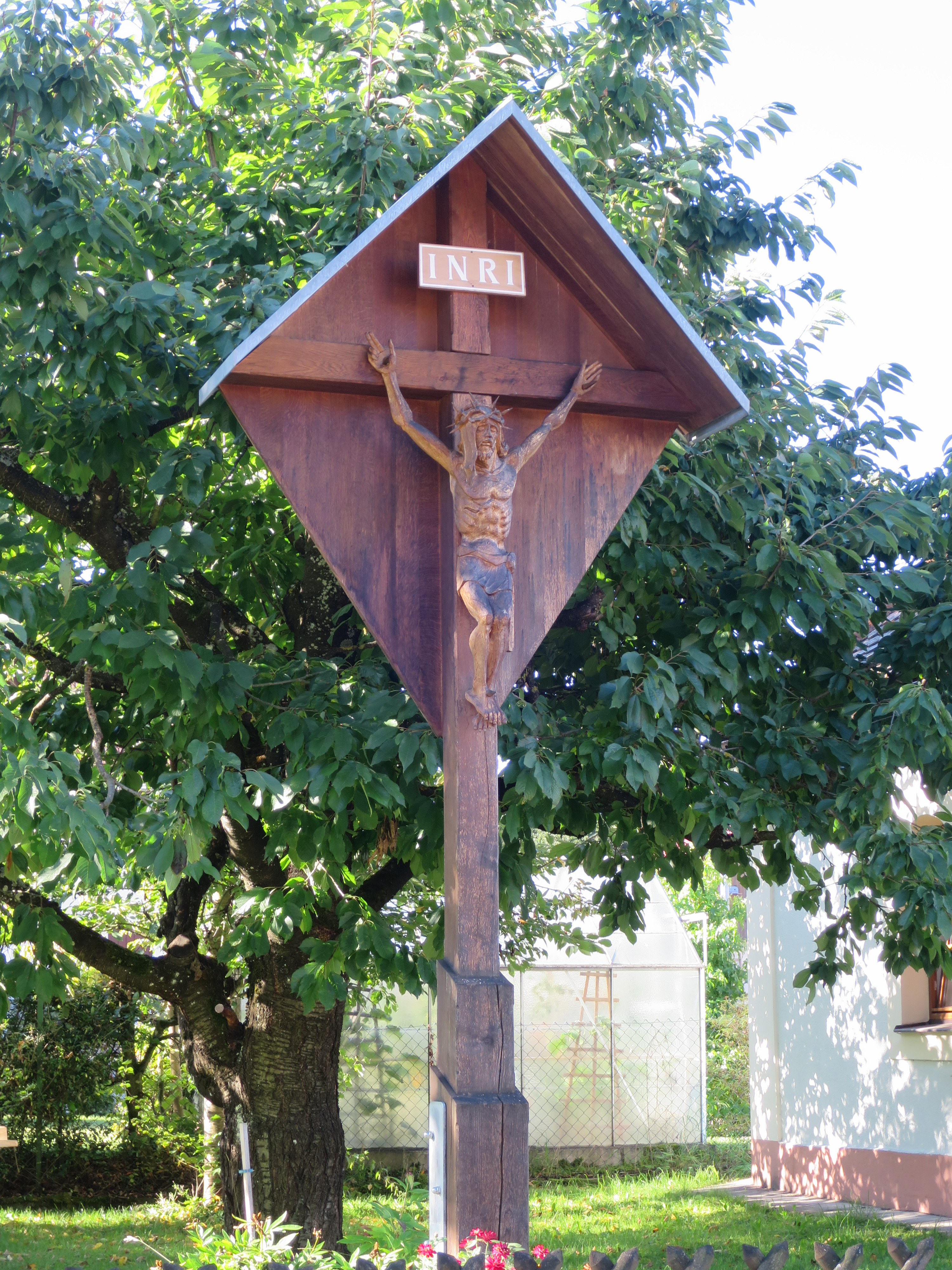
Kruzifix bei der Kapelle
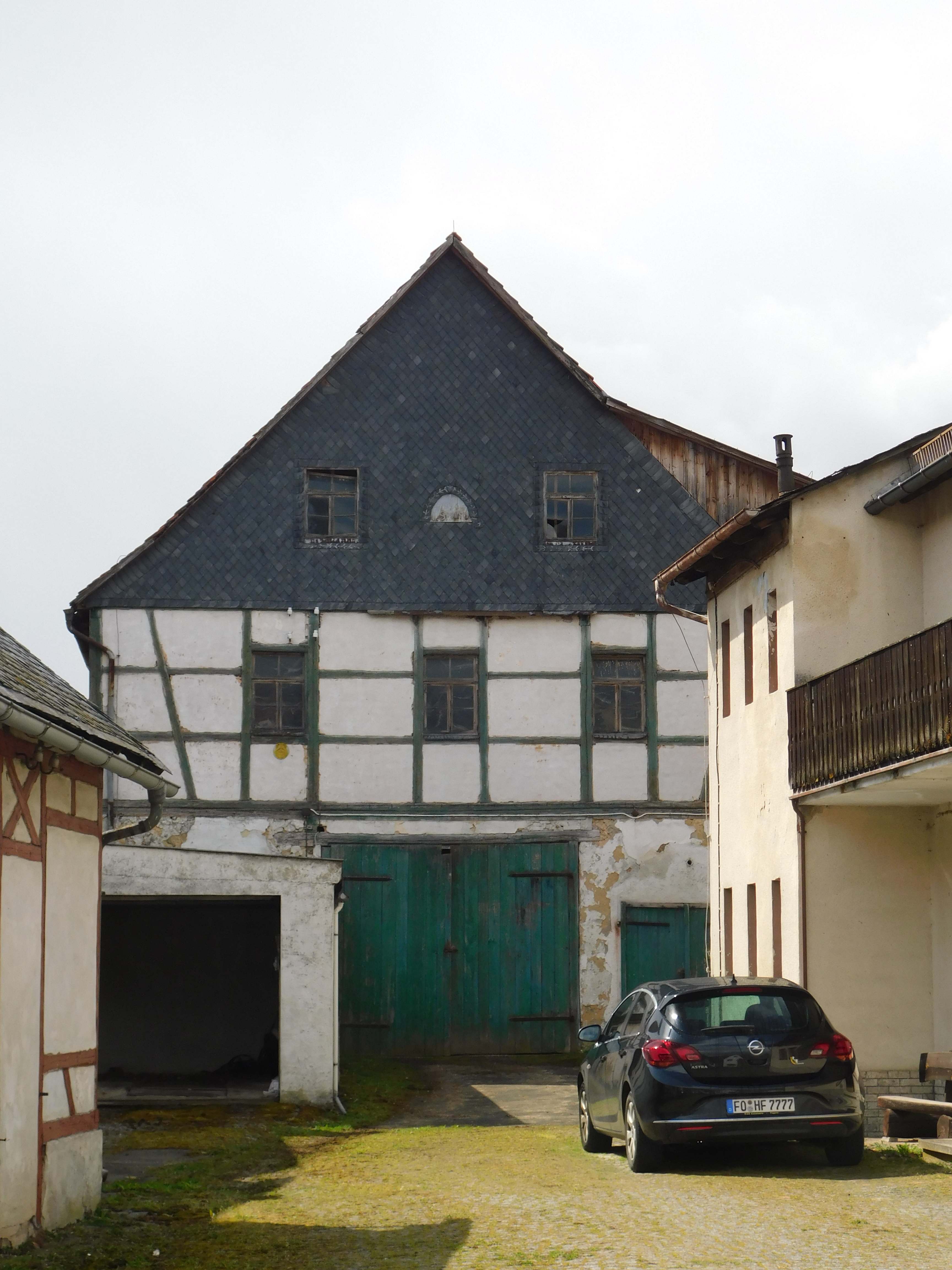
Fachwerkremise mit Toreinfahrt
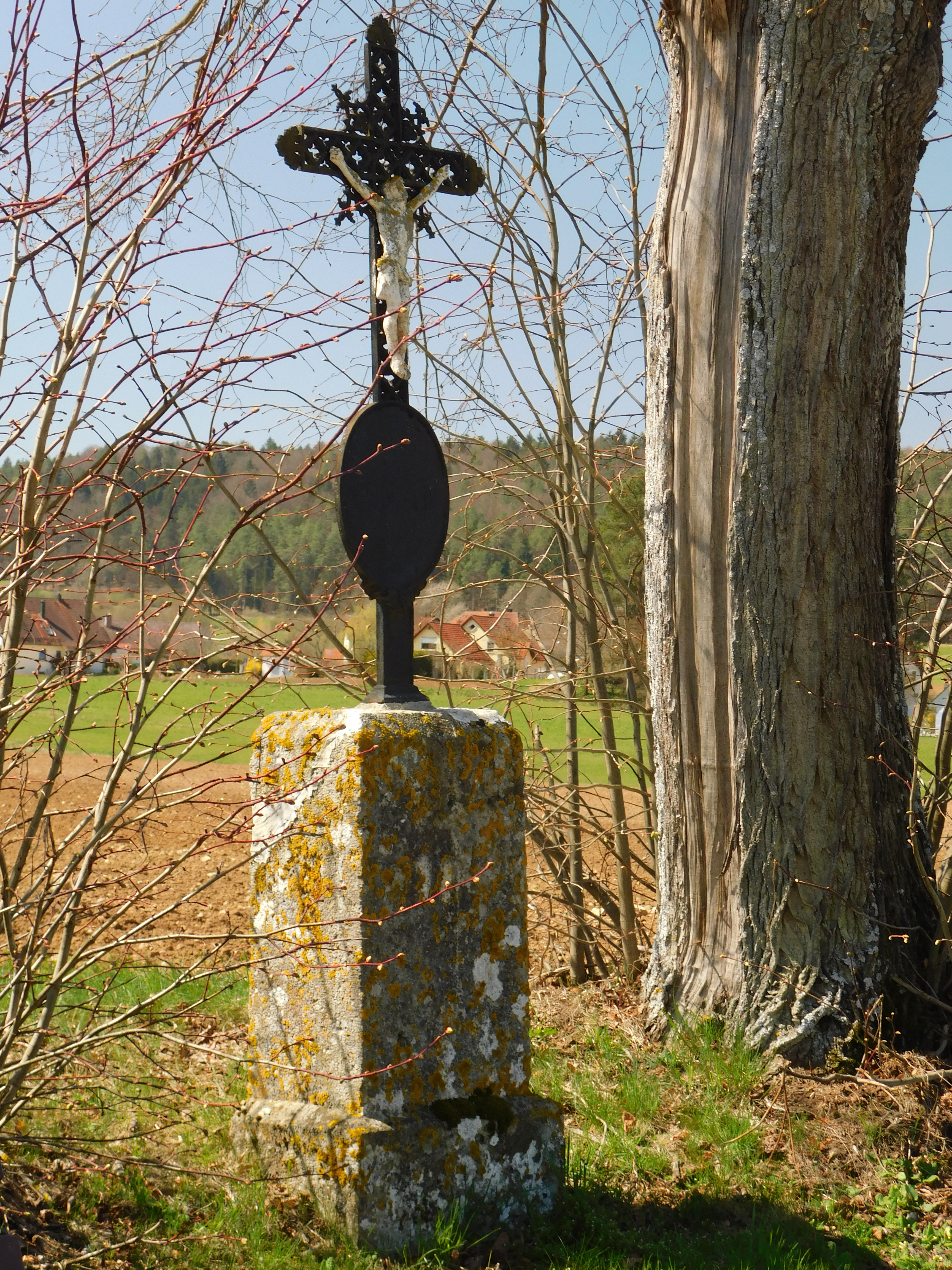
Bildstock an der St 2685

### Sehenswürdigkeiten in der Natur
- Esperhöhle
- Leutzdorfer Wand

## Vereine
- Freiwillige Feuerwehr Leutzdorf 1899